# Schloss Stadl an der Raab

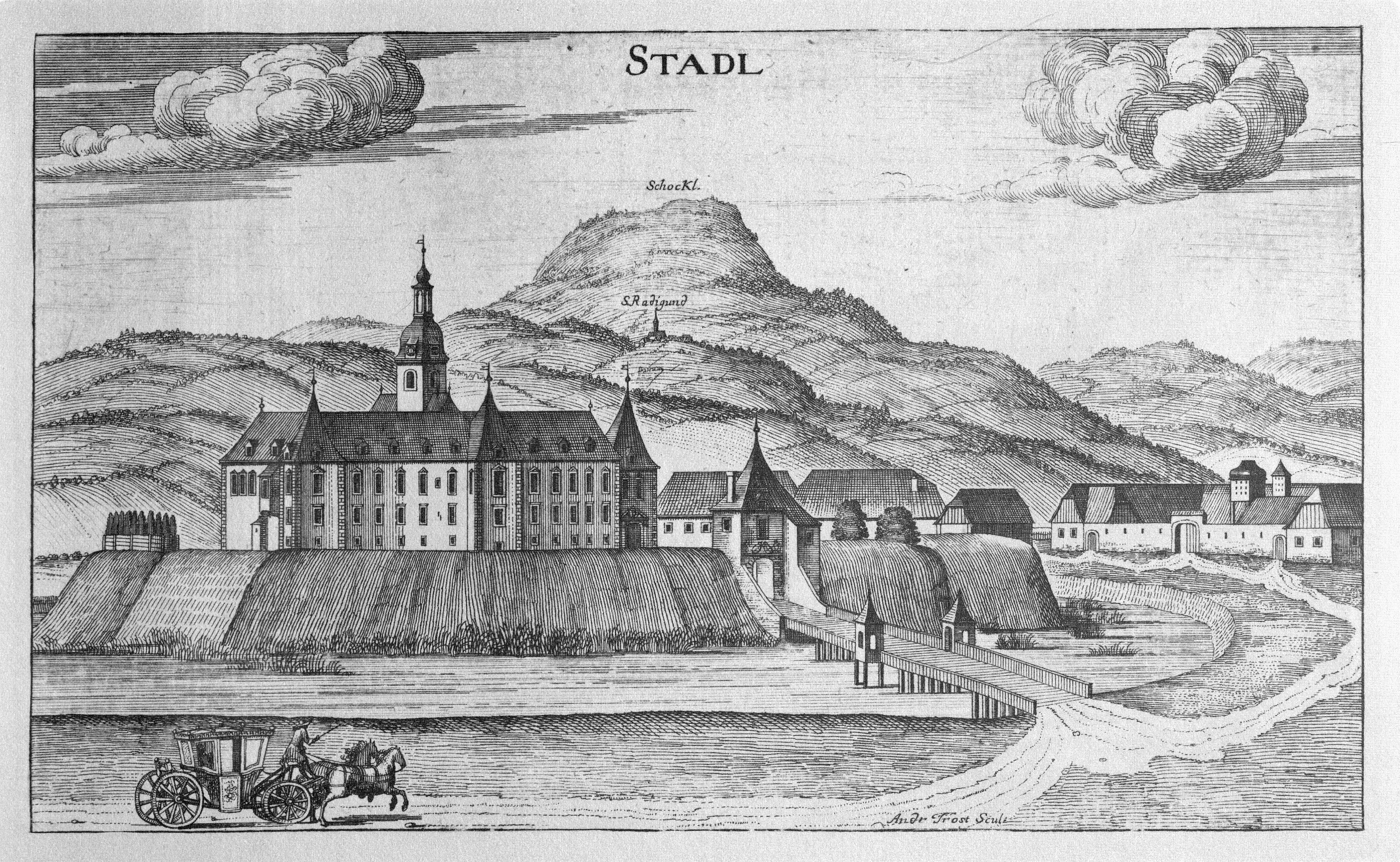
Schloss Stadl 1681

Schloss Stadl an der Raab ist ein Schloss im Ortsteil Stadl der Gemeinde Mitterdorf an der Raab in der östlichen Steiermark.

## Geschichte

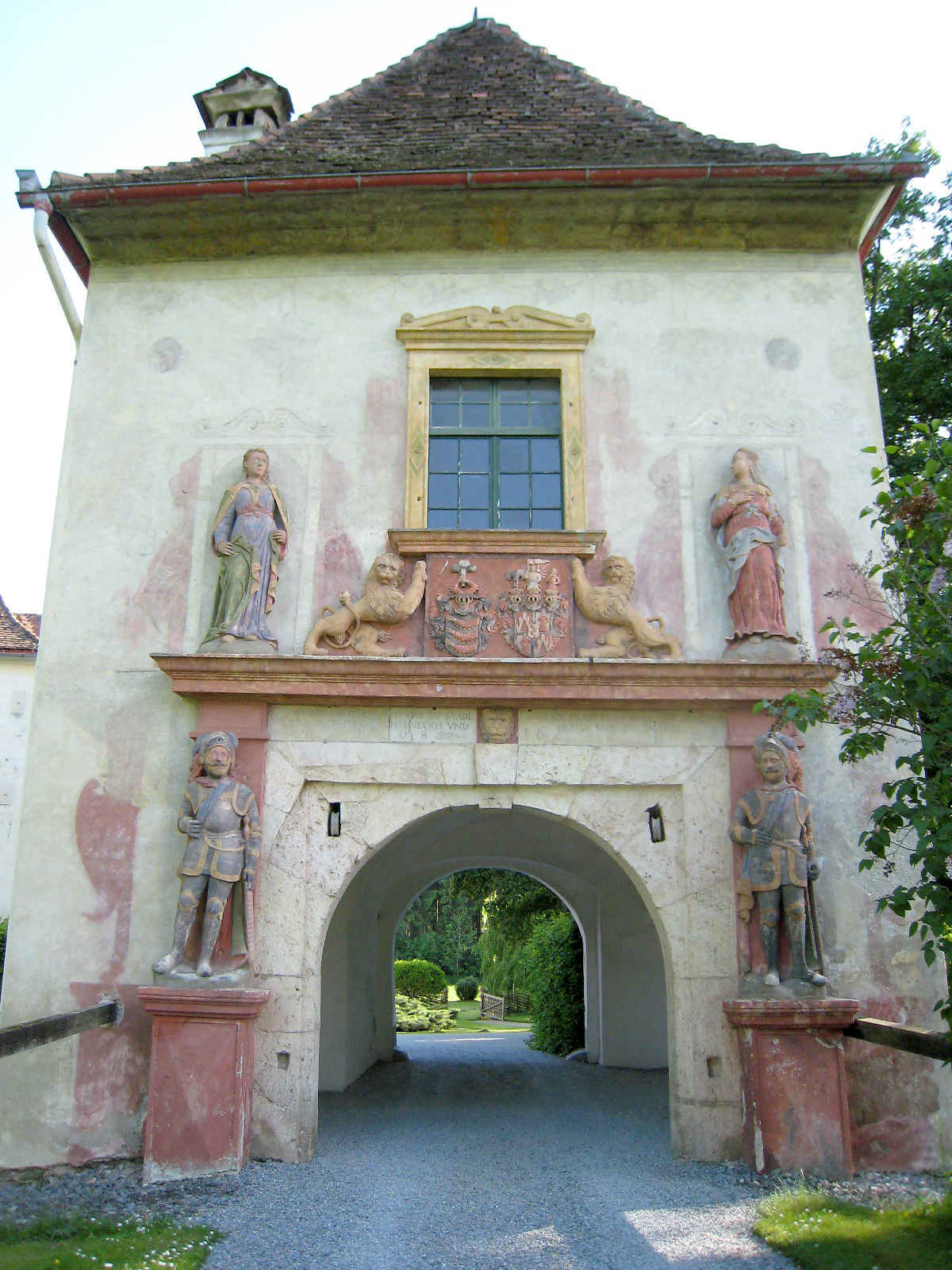
Außentorturm von Schloss Stadl

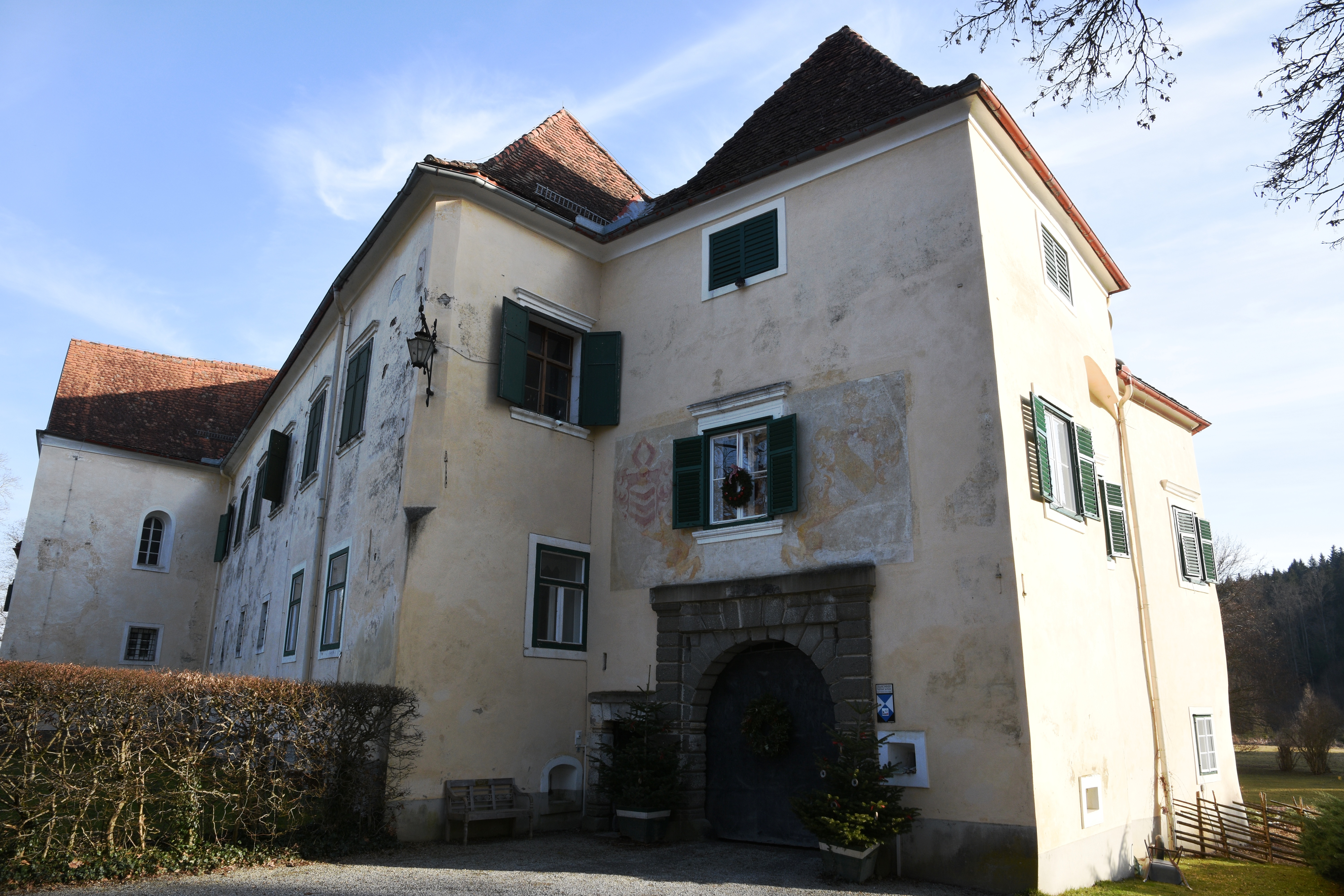
Schloss Stadl an der Raab

Das Schloss steht an jener Stelle, an der sich eine mittelalterliche Wasserburg befand. Die Burg wurde 1265 erstmals urkundlich erwähnt und von den Rittern von Stadl errichtet, die ihrerseits Dienstmänner der Wildoner und Stubenberger waren. Nachdem die Familie Stadl im 16. und 17. Jahrhundert den Zenit ihrer Macht erreichte, starb sie 1882 in männlicher Linie aus.
Der Ausbau zum Herrschaftssitz erfolgte ab 1540, zu seiner gegenwärtigen Gestalt fand das Schloss ab 1580 unter Hans und Christof von Stadl. Nach Erbschaftsstreitigkeiten innerhalb der Familie und Steuerrückständen wurde das Schloss gepfändet und an Gotthard Zollner überschrieben, dem einzig katholischen Erbberechtigten. Der Streit flammte neuerlich auf, es folgten Zwangsverwaltung und Verfall der Anlage. Im 17. Jahrhundert gelangten die Stadl erneut in Besitz der Herrschaft und des Schlosses. Im 18. und 19. Jahrhundert wechselten oftmals die Besitzer (u. a. wiederum die Stadl), bis Schloss Stadl im Zweiten Weltkrieg zum Bergeort des Steiermärkischen Landesarchivs umfunktioniert wurde. Die Bestände wurden durch sowjetische Soldaten stark verkleinert. Schloss Stadl, mittlerweile in desolatem Zustand, kam 1966 in den Besitz der böhmischen Grafenfamilie Kinsky, die das Gut bis in die Gegenwart verwaltet und bewohnt. Bis 1972 erfolgte eine umfangreiche Sanierung und Modernisierung der gesamten Bausubstanz.